# Califat chérifien
3 mars 1924 – 4 juin 1931
Le califat chérifien (en arabe : ٱلْخِلَافَةُ ٱلشَّرِيفِيَّة, ʾal-H̱ilāfaẗu ʾal-Ššarīfiyya) est un califat proclamé par les dirigeants chérifiens du Hedjaz en 1924, à la place du califat ottoman, aboli par Mustafa Kemal Atatürk. Hussein ben Ali, le chérif de la Mecque, est le premier et le dernier calife de cette lignée.
Dans le monde arabe, il s'agit de l'aboutissement d'une longue lutte pour récupérer le califat des mains ottomanes. Les premières révoltes arabes remettant en question la validité du califat ottoman et demandant à ce qu'un arabe sayyid soit choisi comme calife sont à dater de 1883, lorsque le cheikh Hamat-el-Din s'empare de Sanaa et demande le califat en tant que sayyid.
Il faut cependant attendre la fin du califat ottoman, aboli par les kémalistes, pour que Hussein ben Ali soit proclamé calife à Amman, en 1924,. Sa position vis-à-vis du califat ottoman est ambigüe, et s'il est hostile à celui-ci, il préfère attendre son abolition officielle pour reprendre le titre et ne pas rompre la communion musulmane en créant un second calife aux côtés du calife ottoman.
Son califat rencontre l'opposition à la fois de l'Empire britannique, des sionistes et des wahhabites mais il reçoit le soutien d'une large partie de la population musulmane de l'époque,,, et de Mehmed VI. Bien qu'il perde le Hedjaz et soit exilé, puis emprisonné par les Britanniques à Chypre, Hussein continue à utiliser le titre jusqu'à sa mort en 1931.

## Histoire

### Contexte

#### Précédents historiques
L'idée du califat chérifien flotte depuis au moins le XVe siècle,. Le chérifs de La Mecque sont des personnages majeurs de l'islam sunnite, car outre leur contrôle des deux mosquées les plus importantes de l'islam, ce sont aussi les Chérifs de La Mecque qui garantissent le libre passage pour effectuer le Hajj et défendent la route du pèlerinage des différents raids entrepris par les Bédouins contre les pèlerins.
Vers la fin du XIXe siècle, elle commence à prendre de l'importance en raison du déclin de l'Empire ottoman, qui est lourdement vaincu lors de la guerre russo-turque (1877-1878). Les premiers soulèvements arabes contre de l'autorité du califat ottoman et préconisant la nomination d'un sayyid arabe en tant que calife remontent à 1883, lorsque le cheikh Hamat-al-Din prit le contrôle de Sanaa et appelle explicitement à l'établissement d'un califat dirigé par un sayyid. Selon l'historien juif américain Joshua Teitelbaum, il y a peu de preuves indiquant que l'idée d'un califat chérifien ait jamais bénéficié d'un large soutien populaire au Moyen-Orient ou ailleurs. Cependant, la chercheuse saoudienne Mai Yamani soutient que l'idée « fait l'objet de débats importants dans le monde arabe dans les dernières années de l'Empire ottoman ».

#### Ascension de Hussein

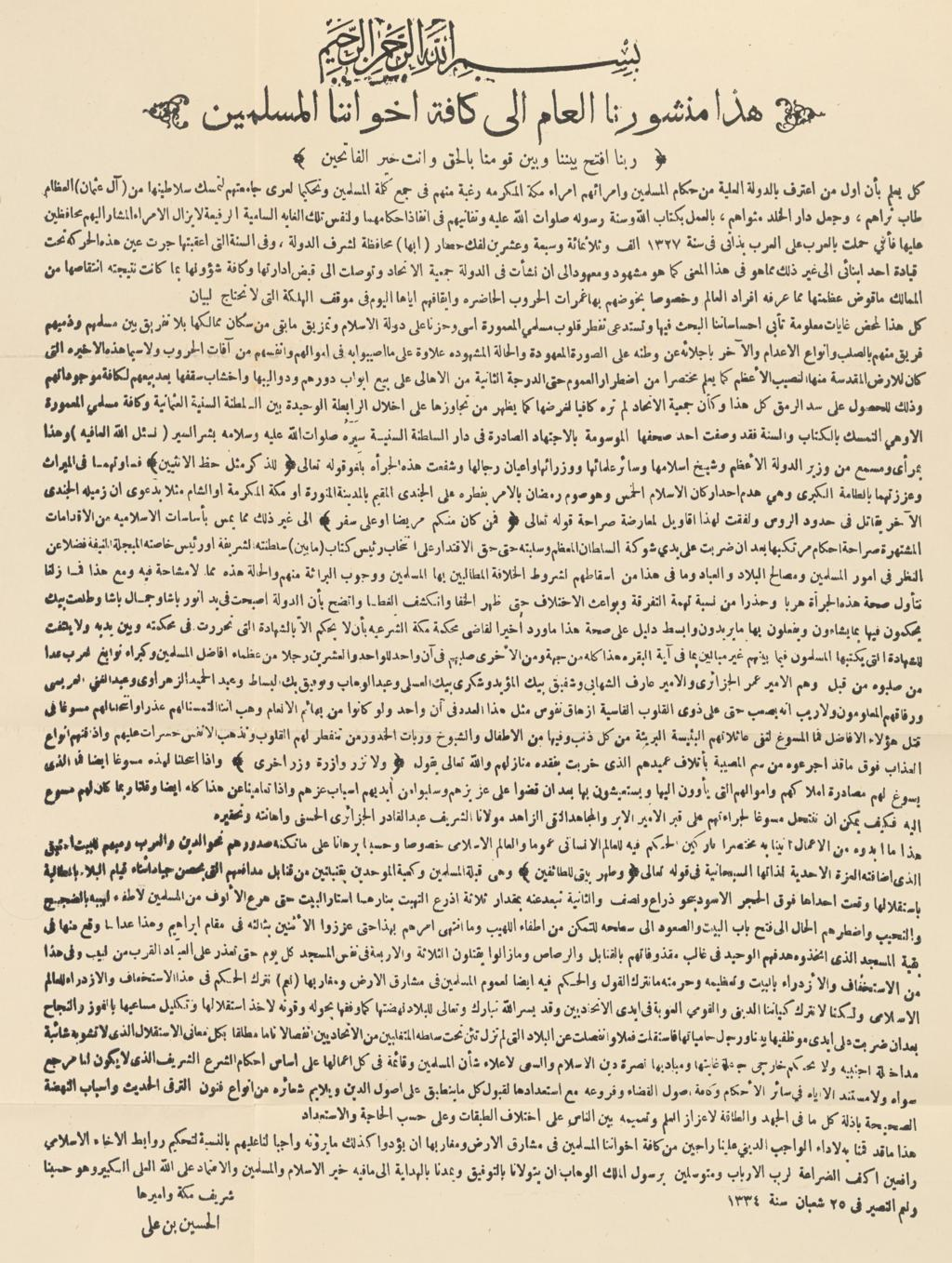
Proclamation d'indépendance de Hussein, en date du 27 juin 1916. Dans celle-ci, Hussein invoque uniquement des raisons religieuses, et non nationalistes, pour expliquer pourquoi il se révolte.

Lorsque les Ottomans, conscients de son importance religieuse, demandent à Hussein ben Ali de se joindre à eux dans le djihad qu'ils ont proclamé à l'encontre des puissances de la Triple-Entente ; il refuse, considérant ce djihad comme illégitime. Le 1er novembre 1916, alors que les Britanniques cherchent à s'informer de la position de Hussein ben Ali sur la question du califat, il exprime par l'intermédiaire de son fils qu'il se range du côté de l'opinion des oulémas de La Mecque, qui le considéreraient comme illégitime. Cependant, il déclare qu'il préfère laisser la décision aux oulémas.
En 1917, après la Proclamation d'indépendance du Royaume arabe, les oulémas de La Mecque annoncent une série de raisons pour lesquelles le califat ottoman serait illégitime et Hussein ben Ali serait légitime,, :

« Que dit le monde musulman des Beni Osman qui prétendent être des Califes de l'Islam, alors que pendant de nombreuses années ils ont été comme des marionnettes entre les mains des janissaires ; ballottés, détrônés et tués par eux, d'une manière contraire aux lois et doctrines établies dans les livres de religion sur l'avènement et la détrônement des Califes - quels faits sont consignés dans leur histoire ? (...) Nous voulons que ceux qui sont présents ici vous disent à vous qui êtes loin que nous confesserons devant Dieu Tout-Puissant, le dernier jour, qu'aujourd'hui nous ne connaissons aucun dirigeant musulman plus juste et craignant Dieu que le fils de Son Prophète qui est maintenant sur le trône du pays arabe.
Nous ne connaissons personne de plus zélé que lui en religion, plus attentif à la loi de Dieu en paroles et en actes, et plus capable de gérer nos affaires d'une manière qui plaise à Dieu. Le peuple de Terre Sainte l'a proclamé Roi simplement parce qu'il servirait ainsi sa religion et son pays. »

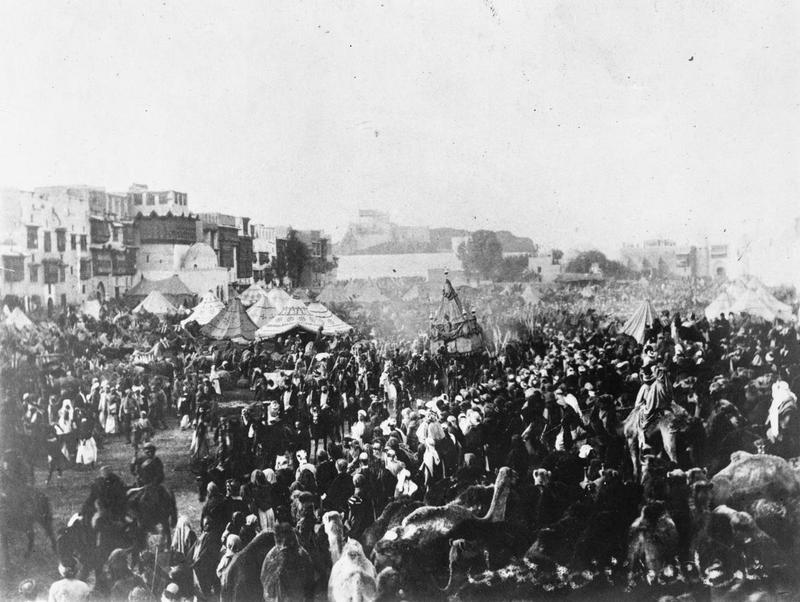
Le mahmal de Hussein ben Ali à La Mecque, 1916-1918

Malgré cela, Hussein continue d'attaquer les Jeunes-Turcs tout en épargnant le calife ottoman. Par exemple, dans une déclaration publiée en 1917, Hussein déclare : « C'est le début de notre séparation d'avec eux, à l'exception du nom de son Sultan, que nous préservons jusqu'à présent, en respect envers l'héritage de ses ancêtres et dans l'espoir qu'une personne émerge pour sauver son pays de la domination de la faction touranienne. Et Allah est Celui qui contrôle et qui a le dernier mot ».
Avant d'assumer officiellement le titre, en mars 1919, il est acclamé par les résidents musulmans de Jaffa lorsqu'il libère la ville. Dans leur déclaration, les habitants affirment : « Les résidents musulmans de Jaffa se rassemblent dans leur grande mosquée et prêtent allégeance à Votre Majesté, au califat islamique. Ils récitent des prières bienveillantes pour soutenir votre glorieux trône arabe et expriment leur gratitude au Tout-Puissant, qui a restauré le califat sacré à ses propriétaires légitimes ».

#### Abolition du califat ottoman
Le sultanat ottoman est aboli le 1er novembre 1922, en pleine guerre d'indépendance turque. La fonction de calife, cependant, est conservée pendant seize mois supplémentaires, au cours desquels elle est détenue par Abdülmecid II. Il sert comme calife sous le patronage de la République turque nouvellement fondée jusqu'au 3 mars 1924, date à laquelle la Grande Assemblée nationale de Turquie abolit officiellement le califat. Après l'exil de Mehmed VI, Hussein ben Ali fait des déclarations en soutien à la dynastie ottomane, qui est ruinée et exilée hors de Turquie. À cet égard, il déclare : « Les services rendus par la dynastie ottomane à l'islam et aux musulmans sont indéniables ; leur héroïsme ne peut être minimisé. La récente décision concernant la famille [exil] a transpercé les cœurs et attristé les esprits des musulmans. Par conséquent, nous le considérons comme une obligation de fraternité islamique de répondre aux besoins de la famille et de les empêcher de connaître des difficultés financières. Ceux qui souhaitent participer à cette grande entreprise devraient exprimer leurs intentions à nos représentants à La Mecque. » Dans la même perspective, il soutient financièrement les membres de la dynastie ottomane exilée pour les empêcher d'être ruinés. Malgré sa situation financière et économique compliquée, il leur fournit 2400 livres. Tant que le califat ottoman existe, Hussein ne voulait pas prendre le titre, afin d'éviter de diviser l'Oumma.

### Califat

#### Événements
Après l'abolition du califat par la Grande Assemblée nationale turque, Hussein est proclamé calife. Les comptes rendus sur la date officielle et les procédures varient, certains situent le début du califat le 3 mars 1924, lorsque Hussein se serait déclaré calife au camp d'hiver de son fils Abdallah à Shunah, en Transjordanie. D'autres comptes rendus, tels qu'un rapport de Reuters, fixent plutôt la date au 7 mars 1924 et décrivent Hussein ben Ali comme étant élu calife par les musulmans de « Mésopotamie, de Transjordanie et du Hedjaz ». Une troisième version de la date officielle intervient lorsqu'il reçoit l'hommage de la majorité de la population arabe à Amman en tant que calife, le 11 mars 1924. Enfin, une quatrième version place la date le vendredi 14 mars 1924, lorsque Hussein est intronisé comme calife à Bagdad pendant la prière du vendredi. En tout cas, toutes les sources s'accordent sur une date en mars 1924, peu de temps après l'abolition du califat ottoman par Mustafa Kemal Atatürk,,. Le journal koweïtien Al-Rai attribue également la date du califat à mars 1924 et mentionne une proclamation faite par Hussein, suivie d'un serment d'allégeance des musulmans. Ce serment déclare, entre autres : « L'acte du gouvernement d'Ankara d'abolir le califat a incité les érudits religieux éminents des lieux saints de La Mecque et de Médine, ainsi que de la mosquée Al-Aqsa et des pays environnants, à nous surprendre et à nous obliger à prêter allégeance avec un grand enthousiasme, à sa grande direction et à son grand califat, en lieu et place de l'observance des rites religieux et du jeûne prescrit par la claire législation, en raison de l'inadmissibilité pour les musulmans de rester sans imam pendant plus de trois jours, comme clairement énoncé dans les recommandations du vénérable Farouk [= surnom d'Omar ibn al-Khattâb]. » Il visite de nombreux érudits pendant cette période, se déplaçant à l'intérieur de ses territoires. Ainsi, le 10 mars 1924, il visite le Suprême Concile islamique à Jérusalem, à la mosquée Al-Aqsa. Sous la présidence d'Amin al-Husseini et d'Al-Taji, ils discutent avec lui de la question du califat chérifien. Finalement, ils proclament un document d'allégeance au califat de Hussein ben Ali, dans lequel ils déclarent : « Nous, les muftis, juges, dignitaires et représentants de la terre palestinienne, le peuple de l'autorité et du contrat, jurons allégeance à Sa Majesté, le roi hachémite des Arabes, Hussein ben Ali ben Awn al-Hashemi, avec le califat islamique, à la condition que la question soit traitée par consultation, comme commandé par Allah Tout-Puissant. Il est également conditionné qu'aucune action ne contredise l'intérêt public des musulmans, et que les décisions concernant les affaires de la Palestine, sa structure gouvernementale et ses opinions soient prises uniquement avec le consentement de son peuple. » Il commence également un programme de restauration des édifices religieux, en commençant par les mosquées de Palestine, notamment la mosquée Al-Aqsa.

#### Reconnaissance

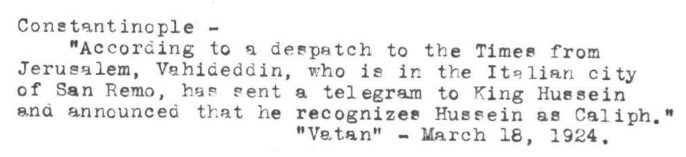
Témoignage de Vatan (journal turc), cité par The Times, sur l'approbation accordée au califat de Hussein par Vehideddin (= surnom de Mehmed VI)

Même si certains ne le soutiennent pas, il semble que sa revendication du titre soit reconnue par une grande partie de la population musulmane du Hedjaz, du Levant, et plus généralement du monde arabe,,. Il reçoit également le soutien de Mehmed VI, le 18 mars 1924, l'un des derniers califes ottomans et le dernier sultan ottoman, selon The Times et Vatan, qui rapportent qu'il le soutient en tant que nouveau calife.
Des publications arabes telles qu'Al-Qiblah, Alif Ba et Al-Nahdah le soutiennent, et les mosquées de Damas, Jérusalem, Beyrouth, La Mecque, Bagdad, Amman, Médine et Alep organisent des prières publiques en sa faveur. Dans la région de Haïfa, le gouverneur britannique note que tant les Arabes chrétiens que musulmans se rallient à la nouvelle proclamation. Selon le journal al-Ahram, Hussein reçoit également l'allégeance des musulmans chiites d'Irak, satisfaits de voir le califat retourner entre les mains d'un Quraych. Le journal al-Irak rapporte que les chiites Jafarites sont d'accord pour le reconnaître comme le calife légitime de l'islam, même s'il est sunnite.
Pour renforcer sa proclamation et établir des fondements légaux pour son califat, Hussein convoque un Congrès islamique à La Mecque en 1924,. Il comprend à la fois des musulmans sunnites et chiites et est ainsi probablement l'un des Congrès islamiques les plus englobants de l'histoire. Le Congrès tient douze sessions avant d'être ajourné indéfiniment en raison de l'avancée des forces saoudiennes. Cependant, le califat de Hussein reçoit une reconnaissance plutôt diversifiée du monde arabe encore sous domination coloniale. Par exemple, la situation en Égypte est différente. Le roi Fouad d'Égypte tente de subtiliser le titre en organisant un Congrès islamique au Caire en 1925, avec le soutien de l'université al-Azhar. Cependant, ce plan est finalement abandonné car il manque de soutien général et conduit à des protestations, en partie parce qu'il est perçu comme un monarque étroitement lié aux Britanniques.
Les Français considèrent cette proclamation comme « la pire solution possible », selon les termes d'Hubert Lyautey, qui soutient également que le califat ottoman est plus favorable aux intérêts français que le califat chérifien. Ils estiment qu'avoir un nouveau calife influent pourrait risquer de raviver le panislamisme, entraînant une instabilité dans les colonies musulmanes françaises en cas de conflit, et potentiellement donner la mer Rouge aux Britanniques. Par conséquent, les Français ne soutiennent pas du tout ce califat, préférant attendre de voir comment les événements se déroulent. Entre-temps, ils possèdent le Sultan du Maroc prêt à assumer le titre de calife si nécessaire, offrant aux Français un calife plus en phase avec leurs intérêts, bien que moins significatif.

#### Dernières années
En pratique, le califat prend rapidement fin lorsque la famille hachémite doit fuir le Hedjaz après sa capture par les troupes ikhwan d'Ibn Saoud, le fondateur de l'Arabie saoudite, en 1924-1925, empêchant toute installation à long terme. Néanmoins, malgré son exil à Chypre, où il est emprisonné par les Britanniques, il continue à utiliser le titre de calife jusqu'à sa mort.
Hussein ben Ali est enterré à Jérusalem en 1931, car il ne peut être enterré à La Mecque, comme il le souhaite et comme c'est la norme pour les chérifs de La Mecque jusqu'alors, car Ibn Saoud ne veut pas lui permettre d'y être enterré. En tant que dernier calife de l'islam sunnite, il est enterré dans la madrasa Al-Arghuniyya dans le complexe du Mont du Temple (Al-Haram al-Sharif). La fenêtre au-dessus de son tombeau porte l'inscription suivante : « هَذَا قَبْرُ أَمِيرِ ٱلْمُؤْمِنِينَ ٱلْحُسَيْن بْنُ عَلِي » (Haḏa qabru ʾamīri ʾal-mūˈminīna ʾal-Ḥusayn bnu ʿAlī), ce qui se traduit par « Ceci est la tombe du Commandeur des croyants, Hussein ben Ali »,.

## Postérité

### Importance religieuse
Le califat chérifien est considéré par certains comme le dernier califat « traditionnel »,,,, de l'islam sunnite avant les revendications plus récentes de divers groupes djihadistes à partir des années 1990, notamment l'État islamique.

### Autres éléments
Plusieurs mosquées portent son nom jusqu'à aujourd'hui, comme la mosquée Hussein ben Ali à Aqaba, la mosquée Hussein ben Ali à Ma'an ou la mosquée al-Husseini à Amman. En 2020, un documentaire est réalisé sur lui et sa vie par al-Arabiya, qui a été visionné plus de cinq millions de fois sur YouTube en mai 2023.